# نورس أسود الساق

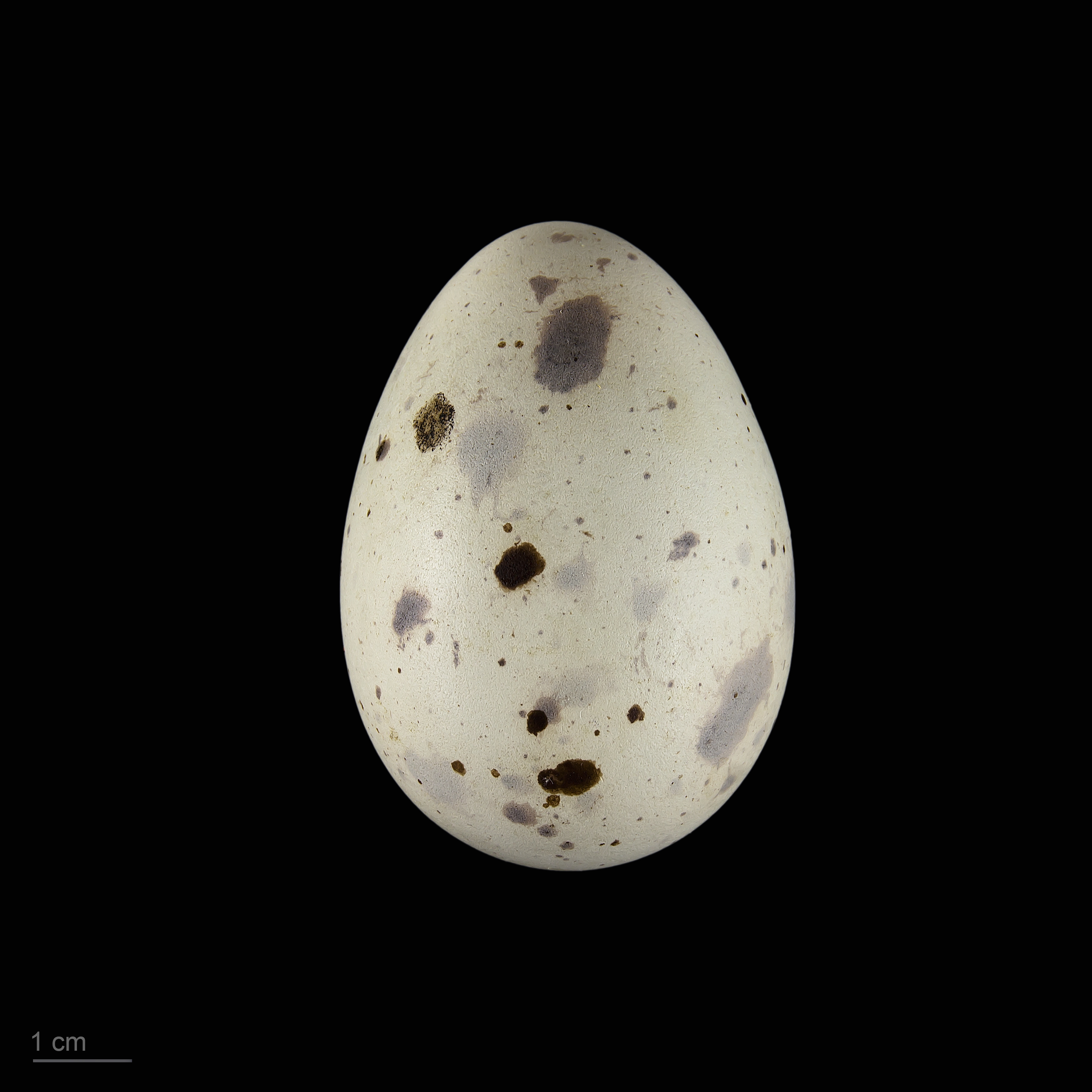
Rissa tridactyla

القِطِواق أسود الرِّجلين (الاسم العلمي: Rissa tridactyla) (بالإنجليزية: Black-legged Kittiwake) هو نوع من الطيور يتبع جنس نورس الريسا من الفصيلة النورسية.

## مراجع

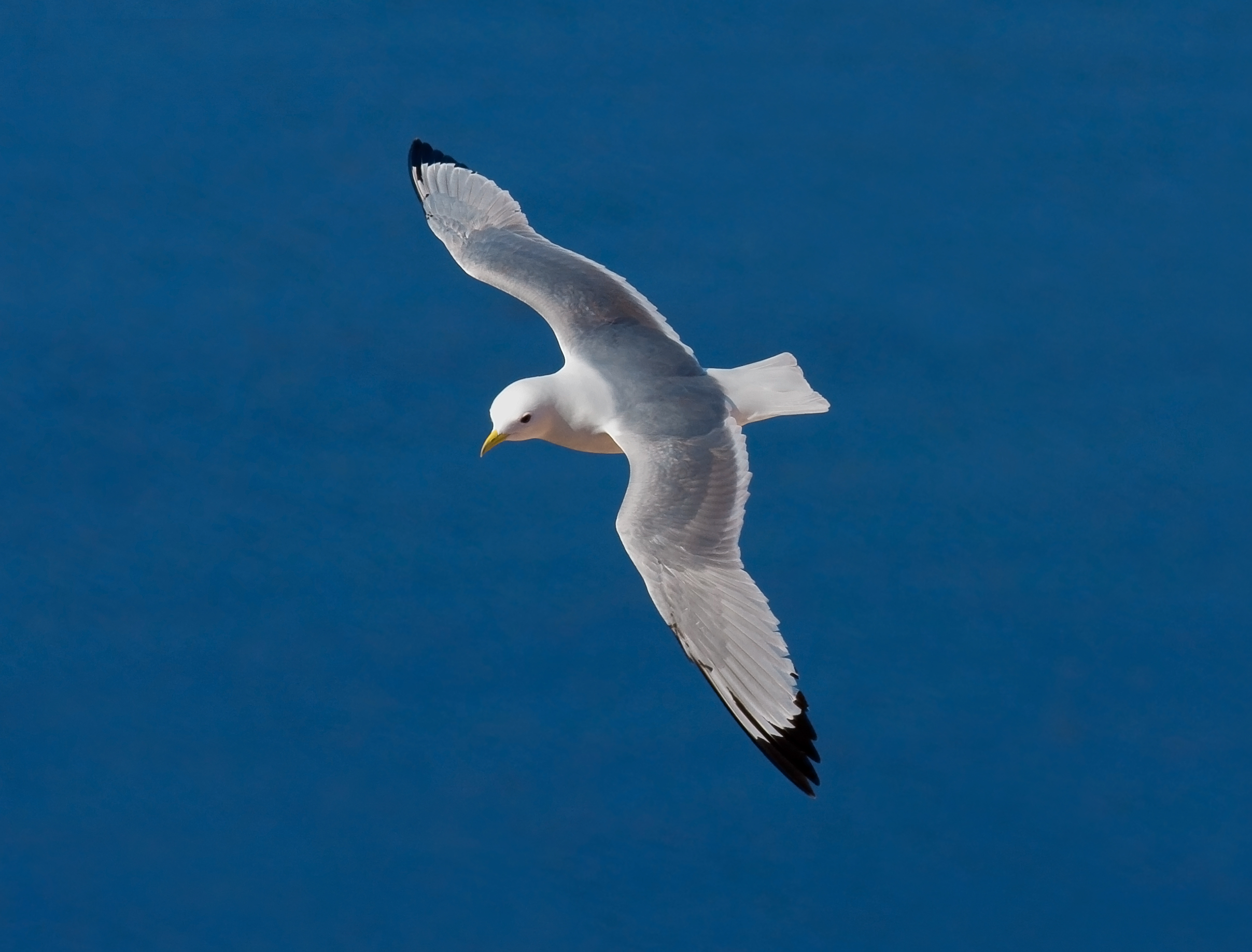